# Sto perigiali to kryfo
Sto perigiali to kryfo (griechisch Στο περιγιάλι το κρυφό ‚Am verborgenen Ufer‘) ist ein Lied von Mikis Theodorakis, das erstmals 1962 von Grigoris Bithikotsis aufgenommen wurde. Auf Deutsch wurde es von Milva 1978 als Zusammenleben und von Hannes Wader 2012 unter dem Titel Um eine bess’re Welt zu schaffen veröffentlicht. Es ist auch unter dem Titel Arnisi (Ablehnung) bekannt.

## Hintergrund
Der Literaturnobelpreisträger Giorgos Seferis schrieb den Text zu diesem Lied 1924 und veröffentlichte ihn 1931. Er thematisiert das Exil, die Sehnsucht nach dem Mittelmeer sowie die Meinungs- und Lebensfreiheit. 1960 wurde es vom Komponisten Mikis Theodorakis vertont und zum ersten Mal 1962 von Grigoris Bithikotsis veröffentlicht. Nach dem Obristenputsch, bei dem 1967 die griechische Regierung gestürzt wurde und die griechische Militärjunta von 1967 bis 1974 an die Macht kam, wurde das Lied verboten. Es wurde zur Hymne des Widerstands gegen das Regime. Bei Seferis’ Beerdigung säumte eine Menschenmenge die Straßen und sang dieses Lied.

## Aufbau
Die drei Strophen mit je vier Versen haben einen klingendem umschließenden Reim (abba). Es gibt keinen Refrain, dafür werden jeweils die letzten beiden Verse wiederholt.

## Musik
Das Lied im 4⁄4-Takt steht in C-Dur, wobei neben den anderen beiden Dur-Akkorden auch die Dominantparallele e-Moll verwendet wird. Die Dominante wird mit der Septime ergänzt. Die Melodie beginnt auf der Terz, die dreimal wiederholt wird. Anschließend führt sie bis zur Oktave und endet auf dem Grundton.

## Aufnahmen
Das griechische Original nahm Grigoris Bithikotsis auf. Außerdem gibt es zahlreiche Coverversionen, darunter eine A-cappella-Version von Trio Banana.
In anderen Sprachen ist das Lied unter anderem auch von folgenden Künstlern veröffentlicht worden:
- Milva veröffentlichte 1978 das von Thomas Woitkewitsch getextete Zusammenleben, ein emanzipatorisches Liebeslied (Du zeigst mir immer, dass es möglich ist, ganz Frau und trotzdem frei zu sein.)
- Hannes Wader sang das Lied unter dem Titel Um eine bess’re Welt zu schaffen 2012 als Bonustrack auf dem Album Nah dran[5] und nach Theodorakis’ Tod auf Noch hier – Was ich noch singen wollte (2022).

Weitere Versionen gibt es unter anderem auf Spanisch, Englisch, Schwedisch und Isländisch.